# 에마 퍼먼
에마 퍼먼(영어: Emma Fuhrmann, 2001년 9월 15일 ~ )은 미국의 배우이다.

## 출연 작품

### 영화
- 《매직 오브 벨 아일》 (2012)
- 《로스트 인 더 선》 (2015) - 로즈 역
- 《블렌디드》 (2018) - 에스펀 역